# 福徳神社
福徳神社（ふくとくじんじゃ）は、東京都中央区日本橋室町にある神社。福徳稲荷（ふくとくいなり）、芽吹稲荷（めぶきいなり）とも称される。

## 概要
東京メトロ三越前駅の東方に鎮座しており、現在の社殿は日本橋室町東地区開発に伴って、コレド室町の北隣りの区画に、2014年（平成26年）に建てられたものである。同じ敷地（福徳の森）内には2016年（平成28年）に薬祖神社も遷座された。

## 歴史
貞観年間（859年～876年）には既に鎮座していたとされる。日本橋室町二丁目付近は、昔は武蔵国豊島郡福徳村（あるいは野口村福徳）と呼ばれており、その地名から「福徳稲荷」と呼ばれた。
江戸幕府2代将軍徳川秀忠が、慶長19年（1614年）の正月28日に参詣した際、椚（くぬぎ）の皮付き鳥居に、春の若芽の萌え出でたのを見て、当社の別名である「芽吹稲荷」を名付けたとされる。
明治7年（1847年）8月9日、「村社」に列され、社号も「福徳稲荷」から「福徳神社」へと変える。
関東大震災や、戦後の再開発などに伴う4度の遷座を経て、2014年（平成26年）に現社殿に至った。現社殿に遷座される前は半世紀ほどビルの屋上に置かれていた。

## 祭神
主祭神
- 倉稲魂神

相殿
- 天穂日命
- 大己貴命
- 少名彦名命
- 事代主命
- 三穂津媛命

江戸時代前後に合祀
- 太田道灌
- 弁財天
- 徳川家康